# Goodbye (크림의 음반)
| 전문가 평가                   | 전문가 평가 |
| 평가 점수                     | 평가 점수   |
| 출처                          | 점수        |
| ----------------------------- | ----------- |
| AllMusic                      | [ 2 ]       |
| Chicago Tribune               | [ 3 ]       |
| Christgau's Consumer Guide    | A–          |
| The Rolling Stone Album Guide | [ 5 ]       |

《Goodbye》는 영국의 록 밴드 크림의 네 번째이자 마지막 스튜디오 음반으로, 세 곡이 라이브로 녹음되었으며, 세 곡이 스튜디오에 녹음되었다. 1969년 2월 15일, 《빌보드》에 데뷔하면서 폴리도르 레코드와 미국의 앳코 레코드에 의해 유럽에서 발매되었다. 영국에서는 1위, 미국에서는 2위에 올랐다. 싱글 〈Badge〉는 그 후 한 달 후에 음반에서 발매되었다. 이 음반은 1968년 11월 크림의 해체 이후 발매되었다.

## 배경 및 녹음
크림의 세 번째 음반 《Wheels of Fire》가 발매되기 직전, 그룹 매니저 로버트 스틱우드는 11월 로열 앨버트 홀에서 작별 투어와 마지막 콘서트를 마친 후 그룹이 해체될 것이라고 발표했다. 크림은 1968년 10월 고별 투어가 시작되기 직전 런던 IBC 스튜디오에서 프로듀서 펠릭스 파팔라디, 엔지니어 데이먼 라이온쇼와 함께 3곡을 녹음했다. 〈Badge〉와 〈Doing That Scrapard Thing〉은 레슬리 스피커를 사용하여 에릭 클랩튼을 피처링했고, 세 곡 모두 잭 브루스나 펠릭스 파팔라디가 연주하는 키보드 악기를 피처링했다. 이 그룹은 1968년 10월 4일 캘리포니아주 오클랜드에서 고별 투어를 시작했고, 15일 후인 10월 19일 로스앤젤레스의 더 포럼에서 공연을 했는데, 이 더 포럼은 펠릭스 파팔라디와 엔지니어인 애드리안 바버, 빌 할버슨과 함께 《Goodbye》에 관한 3개의 라이브 녹음을 녹음했다.

## 곡 목록
| #  | 제목            | 작사·작곡           | 보컬                   | 재생 시간 |
| -- | --------------- | ------------------- | ---------------------- | --------- |
| 1. | 〈I'm So Glad〉 | 스킵 제임스         | 잭 브루스, 에릭 클랩튼 | 9:11      |
| 2. | 〈Politician〉  | 브루스, 피트 브라운 | 브루스                 | 6:19      |

| #  | 제목                            | 작사·작곡                                | 보컬           | 재생 시간 |
| -- | ------------------------------- | ---------------------------------------- | -------------- | --------- |
| 1. | 〈Sitting on Top of the World〉 | 월터 빈슨, 로니 챗몬, 하울링 울프 (편곡) | 브루스         | 5:01      |
| 2. | 〈Badge〉                       | 클랩튼, 조지 해리슨                      | 클랩튼         | 2:45      |
| 3. | 〈Doing That Scrapyard Thing〉  | 브루스, 브라운                           | 브루스         | 3:14      |
| 4. | 〈What a Bringdown〉            | 진저 베이커                              | 클랩튼, 브루스 | 3:56      |

## 인증
| 국가                       | 인증     | 판매량/출하량 |
| -------------------------- | -------- | ------------- |
| 오스트레일리아 (ARIA)      | 골드     | 35,000^       |
| 영국 (BPI)                 | 플래티넘 | 300,000^      |
| 미국 (RIAA)                | 골드     | 500,000^      |
| ^출하량을 기반으로 한 인증 |          |               |